# Luigi Maria Ugolini

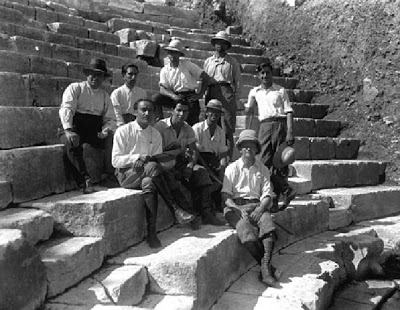
Ugolini in Butrinto

Luigi Maria Ugolini (Bertinoro, 1895 – Bertinoro, 10 ottobre 1936) è stato un archeologo italiano.

## Biografia
Ugolini nacque a Bertinoro, nella provincia romagnola di Forlì-Cesena, figlio di un umile orologiaio. A scuola fu un allievo brillante, e dopo aver combattuto la prima guerra mondiale nel corpo degli alpini studiò archeologia all'Università di Bologna.
Fu subito notato come un grande talento dalle figure preminenti dell'archeologia italiana dei primi anni del regime fascista, e nel 1924 gli venne offerta l'opportunità di guidare una missione in Albania, tra cui Corrado Ricci con cui divenne amicissimo. Questa opportunità lo portò a lavorare presso i siti archeologici di Fenice (città) e Butrinto, nell'Albania meridionale, dove scoprì il teatro con uno splendido gruppo scultoreo, il battistero e molti altri monumenti.
Nel 1931 gli venne offerta l'opportunità di lavorare nell'isola di Malta, dove condusse un progetto di studio fino alla sua morte.
Benché il suo lavoro venisse successivamente deriso come 'inettitudine archeologica fascista', Ugolini fu un archeologo capace nell'intraprendere e documentare un preminente lavoro scientifico. Riveste un certo interesse anche oggi nonostante la sua posizione nel contesto geopolitico del tempo, è infatti considerato un esempio della figura dello scienziato ambizioso che doveva, volente o nolente, venire a patti con i regimi autoritari dell'Europa del primo dopoguerra. Ugolini venne mandato in Albania e a Malta per scopi ben precisi, ovverosia mettere in evidenza le ambizioni fasciste di egemonia trans-adriatica 'provando' i collegamenti culturali fra l'Italia e l'Albania tramite l'archeologia.
Egli identificò quindi molte delle sue scoperte con i luoghi visti o visitati dal mitico eroe troiano Enea, il fondatore della razza romana, che la leggenda vuole abbia visitato Butrinto durante il suo errare dopo la distruzione di Troia. Allo stesso modo egli sostenne che ci dovevano essere stati forti collegamenti nelle età del bronzo e del ferro tra le culture illirica e albanese e le civiltà pre-classiche dell'Italia meridionale. Simili argomenti sostenne anche per l'isola di Malta.
Ironicamente questo è anche quello che sostengono molto più recenti ricerche archeologiche.
Ugolini è noto come una personalità dinamica e carismatica che imparò a lavorare e a manipolare la labirintica burocrazia del regime fascista a suo vantaggio.
Egli venne ferito seriamente ai reni durante la guerra e risentì progressivamente del problema durante gli anni trenta. Nel 1936 dovette abbandonare il suo lavoro a Butrinto e tornare nella sua città natale, Bertinoro, dove morì il 10 ottobre 1936.

## Opere
- Malta: Origini della civiltà mediterranea, 1934 (ristampato Midsea Books 2012 )